# 日本物流団体連合会
一般社団法人日本物流団体連合会（にほんぶつりゅうだんたいれんごうかい、英文名称：Japan Association for Logistics and Transport、略称：物流連・JALoT）は、陸運・海運・航空・倉庫・フォワーダー等の物流事業者による業界団体。元国土交通省所管。

## 概要
- 所在地 - 〒100-0013 東京都千代田区霞が関三丁目3番3号
- 設立 - 1991年（平成3年）7月8日